# 1268
- Wikisource

| Calendário gregoriano                                                        | 1268 MCCLXVIII                                       |
| Ab urbe condita                                                              | 2021                                                 |
| Calendário arménio                                                           | 717 – 718                                            |
| Calendário bahá'í                                                            | -576 – -575                                          |
| Calendário budista                                                           | 1812                                                 |
| Calendário chinês                                                            | 3964 – 3965 Início a 16 de janeiro (aproximadamente) |
| Calendário copta                                                             | 984 – 985                                            |
| Calendário etíope                                                            | 1260 – 1261                                          |
| Calendários hindus - Vikram Samvat - Calendário nacional indiano - Cáli Iuga | 1323 – 1324 1189 – 1190 4368 – 4369                  |
| Calendário Holoceno                                                          | 11268                                                |
| Calendário islâmico                                                          | 666 – 667                                            |
| Calendário judaico                                                           | 5028 – 5029                                          |
| Calendário persa                                                             | 646 – 647                                            |
| Calendário rúnico                                                            | 1518                                                 |
| Calendário solar tailandês                                                   | 1811                                                 |

1268 (MCCLXVIII, na numeração romana) foi um ano bissexto do século XIII do Calendário Juliano, da Era de Cristo, e as suas letras dominicais foram  A e G (52 semanas), teve início a um domingo e terminou a uma segunda-feira.
| Ano completo                       |
| ---------------------------------- |
| Ano bissexto com início ao domingo |

## Mortes
- D. João Afonso Telo de Meneses, foi 2.º senhor de Albuquerque, n. 1225.
- Barral de Baux, nobre medieval de França. Senhor de Baux e visconde de Marselha.